# Leucon afeni
Leucon afeni is een zeekommasoort uit de familie van de Leuconidae. De wetenschappelijke naam van de soort is voor het eerst geldig gepubliceerd in 2004 door Shalla & Bishop.